# ديب كوكس
ديب كوكس (بالإنجليزية: Deb Cox)‏ هي منتجة تلفزيونية وكاتبة سيناريو أسترالية، ولدت في 29 يناير 1958 في ملبورن في أستراليا.

## وصلات خارجية
- ديب كوكس على موقع IMDb (الإنجليزية)
- ديب كوكس على موقع ألو سيني (الفرنسية)
- ديب كوكس على موقع أول موفي (الإنجليزية)
- ديب كوكس على موقع قاعدة بيانات الفيلم (الإنجليزية)